# Јувалда (Џорџија)
Јувалда (енгл. Uvalda) град је у америчкој савезној држави Џорџија. По попису становништва из 2010. у њему је живело 598 становника.

## Демографија
Према попису становништва из 2010. у граду је живело 598 становника, што је 68 (12,8%) становника више него 2000. године.
| Група             | 2000.       | 2010.       |
| Белци             | 313 (59,1%) | 358 (59,9%) |
| Афроамериканци    | 204 (38,5%) | 208 (34,8%) |
| Азијати           | 0 (0,0%)    | 3 (0,5%)    |
| Хиспаноамериканци | 8 (1,5%)    | 19 (3,2%)   |
| Укупно            | 530         | 598         |